# سده ۱۳ (خورشیدی)
سده سیزدهم (۱۳) هجری خورشیدی، سده‌ای است که از ۱ فروردین ۱۲۰۱ آغاز و در اسفند ۱۳۰۰ خورشیدی به پایان رسیده‌است.
| سده‌ها: | سده ۱۲ - سده ۱۳ - سده ۱۴                          |
| دهه‌ها: | ۱۲۰۰ ۱۲۱۰ ۱۲۲۰ ۱۲۳۰ ۱۲۴۰ ۱۲۵۰ ۱۲۶۰ ۱۲۷۰ ۱۲۸۰ ۱۲۹۰ |

## رویدادها

### درایران
- پادشاهی تمام‌مدت قاجاریان بر ایران
- ۱۲۳۰ - قتل امیر کبیر صدراعظم معروف ایران
- ۱۲۲۶ تا ۱۲۷۵ - پادشاهی درازمدت ناصرالدین شاه قاجار که این دوره در تاریخ ایران به عهد ناصری معروف است.
- ۱۲۸۵ - انقلاب مشروطه
- ۱۲۹۹ - کودتای سوم اسفند

## چهره‌های برجسته
- امیرکبیر
- کمال‌الملک
- سید جمال‌الدین اسدآبادی
- میرزا کوچک خان جنگلی